# Schoepfiaceae
Die Schoepfiaceae sind eine Pflanzenfamilie in der Ordnung der Sandelholzartigen (Santalales).

## Beschreibung

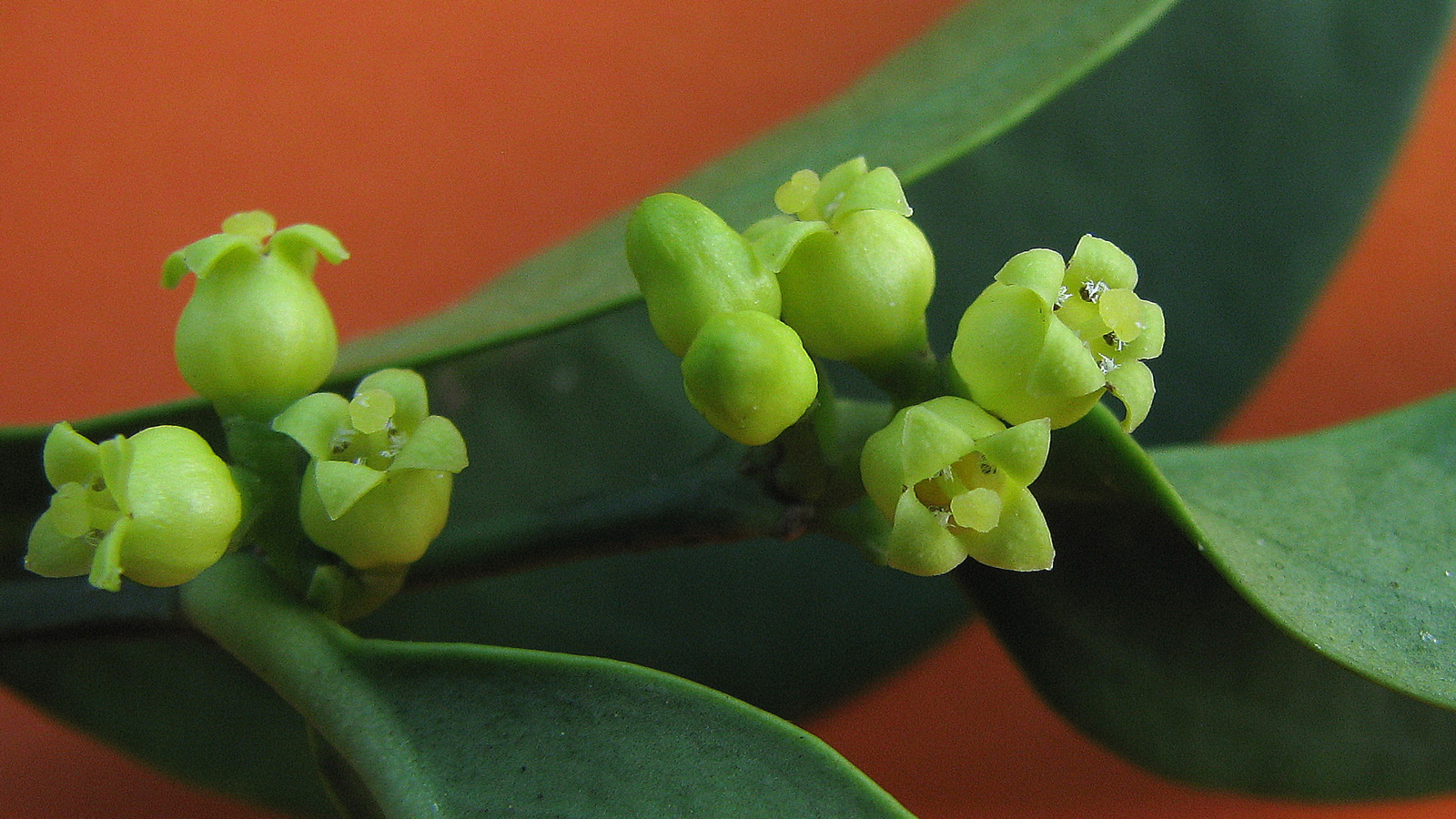
Vierzählige Blüten von Schoepfia brasiliensis

### Vegetative Merkmale
Es handelt sich um verholzende Pflanzen. Es sind Wurzel-Parasiten, genauer grüne Halbparasiten (Hemiparasiten). Die wechselständigen Laubblätter sind einfach und fiedernervig. Nebenblätter fehlen.

### Generative Merkmale
Die direkt über Hochblättern sitzenden Blüten sind in unterschiedlich aufgebauten Blütenständen zusammengefasst.
Die zwittrigen Blüten sind, radiärsymmetrisch und vier- bis sechszählig. Die vier bis sechs Kronblätter sind verwachsen. Der Diskus ist fleischig. Es ist nur ein Staubblattkreis vorhanden. Die Fruchtblätter sind zu einem unterständigen bis halbunterständigen Fruchtknoten verwachsen.

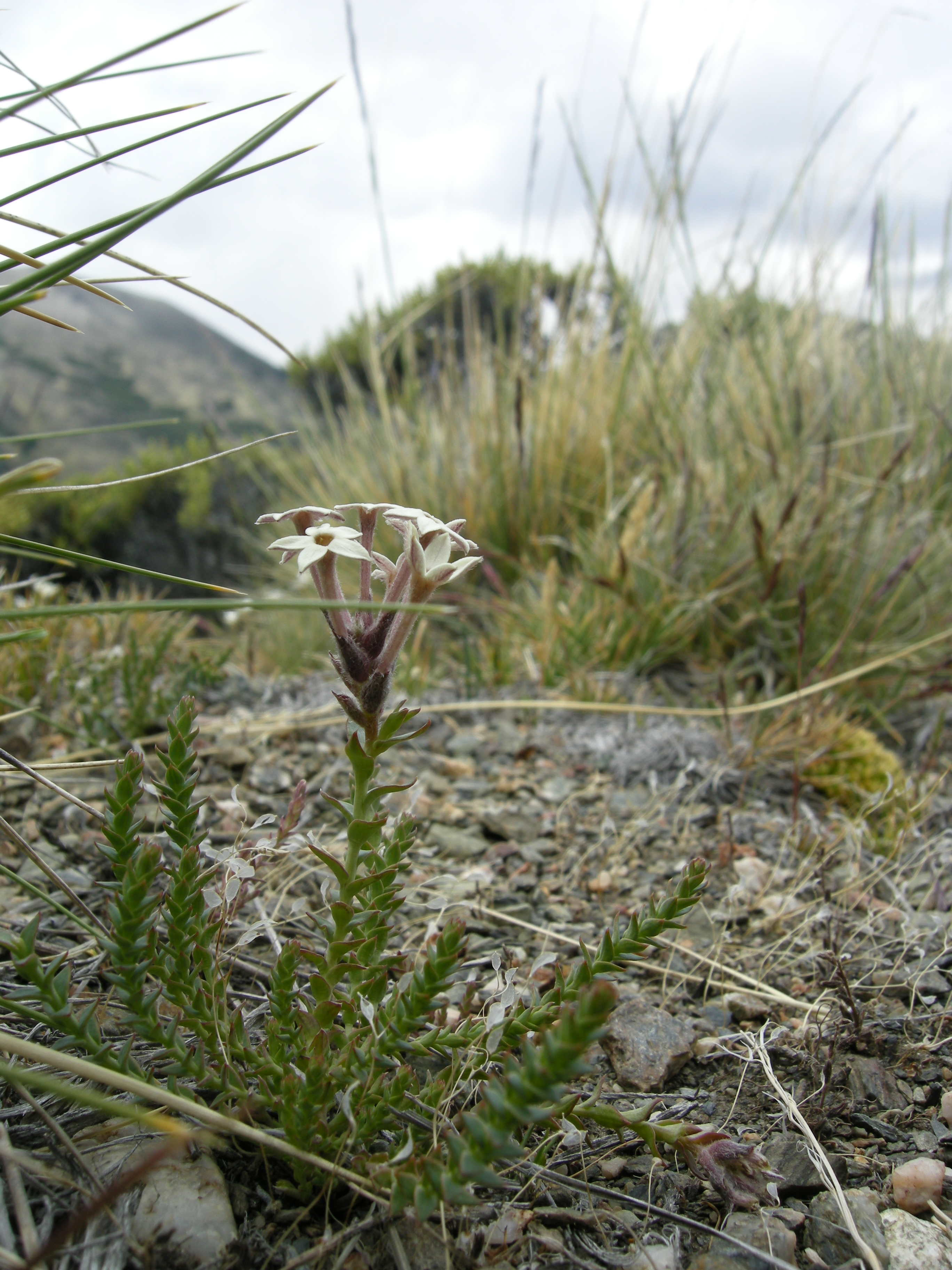
Habitus und Blüten von Arjona patagonica

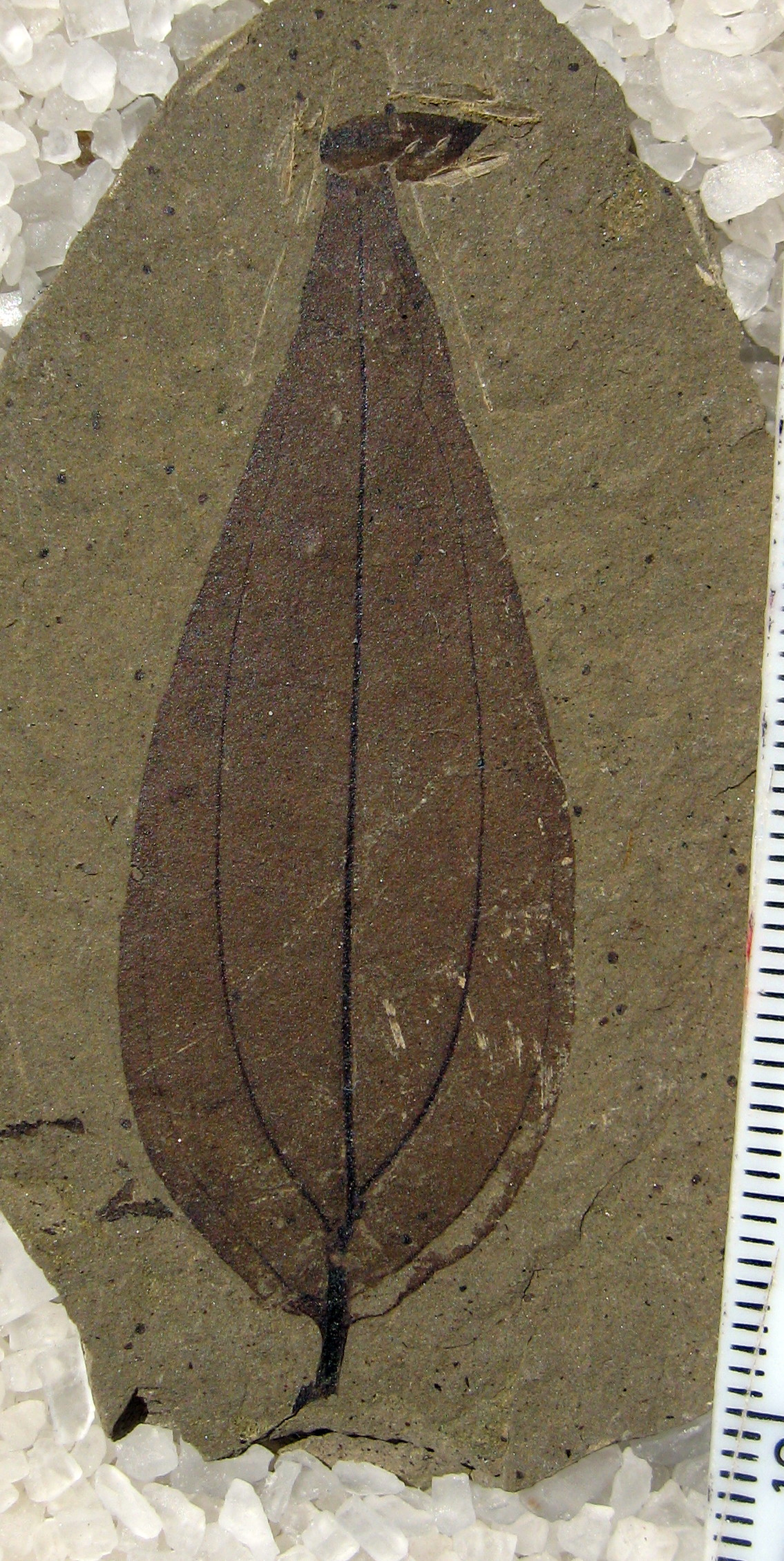
Fossiles Blatt von Schoepfia republicensis

Es werden Steinfrüchte gebildet.

## Systematik und Verbreitung
Die Familie Schoepfiaceae wurde 1850 durch Carl Ludwig Blume in Museum Botanicum, 1, S. 175 aufgestellt.
Die Gattung Schoepfia gehörte früher zur Familie der Olacaceae Juss., Arjona und Quinchamalium zu den Santalaceae R.Br. Am nächsten verwandt mit der Familie der Schoepfiaceae Blume sind die Familien Misodendraceae J.Agardh und Loranthaceae Juss. Ein Synonym zu Schoepfiaceae Blume ist Arjonaceae van Tieghem.
Die Arten haben Verbreitungsgebiete in der Neuen Welt, Afrika und Asien.
Zur Familie Schoepfiaceae gehören drei Gattungen mit etwa 55 Arten:
- Arjona Cav.: Die etwa zehn Arten gedeihen in tropischen bis gemäßigten Gebieten in Südamerika.
- Quinchamalium Molina: Die 15 bis 25 Arten gedeihen in den Anden in Südamerika.
- Schoepfia Schreb.: Die etwa rezenten 25 Arten sind in der Neotropis, Afrika und Asien weitverbreitet.